# 解放党 (阿根廷)
解放党（西班牙語：Partido de la Liberación，缩写为PL）是阿根廷的一个共产主义政党。1965年4月5日，共产主义先锋成立，分裂自阿根廷社会主义先锋党。1976年，该党改名为马列主义共产党。1983年，该党又改名为解放党。该党出版刊物《解放》。
在毛泽东死后，该党转而支持邓小平的政治路线。